# Vieux-Port - Hôtel de ville
Vieux-Port - Hôtel de ville è una stazione della linea 1 della metropolitana di Marsiglia.

## Storia
La stazione è stata aperta al traffico l'11 marzo 1978 con l'inaugurazione del secondo troncone della linea 1.

## Interscambi
Nelle vicinanze della stazione effettuano fermata diverse linee di autobus urbani ed interurbani.
- Fermata autobus